# Bisaltes monticola
Bisaltes monticola là một loài bọ cánh cứng trong họ Cerambycidae.